# ذا إكس فاكتور أرابيا
إكس فاكتور أو ذا إكس فاكتور، هو النسخة العربية من برنامج المسابقات الغنائي البريطاني العالمي ذا إكس فاكتور The X Factor الذي ابتكره سايمون كاول عام 2004 وطورته شركتا فريمانتل العالمية وسيكو إنترتيمنت. تمتلك شركة المستقبل للوسائل الإعلانية حقوق إنتاج المسابقة في الشرق الأوسط وشمال إفريقيا.
تم إنتاج موسمين من المسابقة عامي 2006 و 2007 على قناة روتانا موسيقا تحت اسم "اكس فاكتور: إكسير النجاح" وقدمته عارضة الأزياء اللبنانية السابقة جويل رحمة.
في 2013 عاد السباق من جديد عبر قناة روتانا خليجية التي أنتجته وبثته وأعطت الحق لقنوات أخرى لبثه مثل قناة سي بي سي المصرية وميدي 1 تيفي المغربية ويحمل اسم إكس فاكتور آرابيا وهو من تقديم باسل الزارو ويسرا اللوزي.
في 2015 اشترت مجموعة MBC حقوق إنتاج البرنامج وبدأ عرضه في 14 مارس وقد حقق البرنامج نسبة مشاهدة عالية.

## فكرة البرنامج
برنامج متخصص باكتشاف قدرات المتسابقين الغنائية الاستثنائية وصقلها لاحقا. ليس شرطا أساسيا للاشتراك في المسابقة أن يكون المتقدمين من الهواة، بل يمكن أن يكونوا من فئة شبه المحترفين، ممن يمتلكون طاقات صوتية ومؤهلات جيدة ويعملون في هذا المجال، ويطمحون إلى الحصول على فرصة أخرى في مسيرتهم المهنية، قد تقودهم إلى الاحتراف والنجومية والشهرة.

## الموسم الأول 2006
انطلق الموسم الأول سنة 2006 وتضم لجنة التحكيم كل من الممثلة المصرية نيللي والفنان اللبناني ميشال ألفتريادس والمطرب والموسيقار خالد الشيخ وبثته قناة روتانا موسيقى وفاز بالنسخة العربية الأولى للبرنامج الشابة رجاء قصابني من المغرب وقد أنتجت لها شركة روتانا أول ألبوماتها بعنوان (حال الدنيا) سنة 2007 وضم الألبوم 8 أغاني صورت منه أغنيتين على طريقة الفيديو كليب "حال الدنيا" و "مش حلو عشانو" وبعدها أنتجت لها الشركة سنغل مغربي من الترات تم تجديده بعنوان "حبيب القلب" وصور على طريقة الفيديو كليب.

## الموسم الثاني 2007
أما الموسم الثاني فانطلق سنة 2007 وضمت لجنة التحكيم كل من الممثلة المصرية أنوشكا والفنان اللبناني ميشال ألفتريادس والمطرب والموسيقار خالد الشيخ وبث على قناة روتانا موسيقى وفاز بالنسخة العربية الثانية للبرنامج الشاب محمد المجذوب من سوريا وأنتجت له شركة روتانا أول ألبوماته بعنوان (حن قلبي) سنة 2008 وضم الألبوم 8 أغاني صور منه أغنيتين على طريقة الفيديو كليب "أنا أعمل إيه" و "الله شو بحبك".

## الموسم الثالث 2013
انطلق الموسم الثالث في 21 فبراير 2013 وضمت لجنة التحكيم إليسا ووائل كفوري وحسين الجسمي وكارول سماحة وبث على سي بي سي المصرية ومدي 1 تيفي المغربية وروتانا خليجية وأم تي في اللبنانية وفاز بالنسخة العربية الثالثة للبرنامج الشاب محمد ريفي من المغرب وأنتج له أغنية بعنوان "لما أقرب".

## الموسم الرابع 2015
في نسخته الرابعة اشترت MBC حقوق إنتاج البرنامج وتم عرضه ابتداءا من 14 مارس 2015 على قناة إم بي سي 1 وإم بي سي مصر
تألفت لجنة الحكام من الفنان اللبناني راغب علامة والفنانة اللبنانية أليسا والفنانة المصرية دنيا سمير غانم.
تولّى التقديم وائل منصور (Xtra Factor، يوميات المشتركين وكواليس البرنامج)، إضافة إلى باسل الزارو ودانييلا رحمة مقدمي العروض المباشرة.
وصل عدد المتسابقين في هذا الموسم إلى 12 متسابقا، 4 من كل فريق، وفاز باللقب حمزة هوساوي من السعودية بنسبة 45.74% مقابل المشتركة المغربية هند زيادي 32.82% و فريق ذا فايف (بالإنجليزية The5) %21.44 .

## الموسم الخامس 2018
في نسخته الخامسة اشترت قناة دبي ودي إم سي حقوق إنتاج البرنامج وتم عرضه ابتداءا من 2 نوفمبر 2018 على قناة قناة دبي ودي إم سي تألفت لجنة الحكام الجدد من الفنان التونسي صابر الرباعي والفنانة المصرية دنيا سمير غانم و الفنانة اللبنانية نجوى كرم بديلة إليسا و الفنان العراقي ماجد المهندس بديل راغب علامة تولّى التقديم التقديم الإعلامي رامي رضوان (Xtra Factor، يوميات المشتركين وكواليس البرنامج وغرفة المشتركين)، إضافة إلى سامر المصري ومريم سعيد مقدمي العروض المباشرة. وصل عدد المتسابقين في هذا الموسم إلى 12 متسابقا، 4 من كل فريق، وفاز باللقب ربيع النصيبي من تونس بنسبة 45.74% مقابل المشترك عيسى بن يوسف من الجزائر 32.82% و المشتركة نيللي من مصر 21.44% .

## ملخص المواسم
| الموسم | تاريخ العرض                  | الفائز       | المرتبة التانية    | المرتبة التالتة | المقدمين                            | الحكام                                            | مدرب الفائز  |
| ------ | ---------------------------- | ------------ | ------------------ | --------------- | ----------------------------------- | ------------------------------------------------- | ------------ |
| 1      | 6 فبراير 2006 – 15 مايو 2006 | رجاء قصابني  | أحمد               | قيتاريستا       | جويل رحمة                           | نيللي خالد الشيخ ميشال ألفتريادس                  | نيللي        |
| 2      | 29 مايو 2007 – 1 أغسطس 2007  | محمد المجذوب | بشرى               | أسامة           | جويل رحمة                           | أنوشكا خالد الشيخ ميشال ألفتريادس                 | أنوشكا       |
| 3      | 21 فبراير 2013               | محمد ريفي    | إبراهيم عبد العظيم | أدهم نابلسي     | باسل الزارو يسرا اللوزي             | إليسا كارول سماحة وائل كفوري حسين الجسمي          | حسين الجسمي  |
| 4      | 14 مارس 2015                 | حمزة هوساوي  | هند زيادي          | ذا فايف         | وائل منصور باسل الزارو دانييلا رحمة | دنيا سمير غانم إليسا راغب علامة                   | راغب علامة   |
| 5      | 2 نوفمبر 2018                | ربيع النصيبي | نيللي              | عيسى بن يوسف    | سامر المصري رامي رضوان مريم سعيد    | صابر الرباعي دنيا سمير غانم نجوى كرم ماجد المهندس | صابر الرباعي |